# Walter Weber (Politiker, 1811)
Walter Weber (* 16. Dezember 1811 in Lohra im Landkreis Marburg-Biedenkopf; † 19. November 1874 in Weiershausen) war  ein deutscher Gutsbesitzer und Mitglied der Kurhessischen Ständeversammlung.

## Leben
Walter Weber war Grundbesitzer und wurde aus deren Reihen 1852 in die Kurhessische Ständeversammlung gewählt. Er gehörte zu den „Oppositionellen“ und war bis 1853 in dem Parlament. 